# District de Deoghar
Le district de Deoghar est un district de l'état du Jharkhand, en Inde,

## Géographie
Au recensement de 2011, sa population compte 1 491 879 habitants.
Son chef-lieu est la ville de Deoghar. 